# Clavatoma
Clavatoma is een geslacht van uitgestorven weekdieren uit de klasse van de Gastropoda (slakken).

## Soort
- Clavatoma pulchra Powell, 1942 †